# Chorioretinitis
Chorioretinitis ist der medizinische Fachbegriff für eine Entzündung der Netzhaut (→ Retinitis) und der Aderhaut. Selten wird der Begriff umgedreht als Retinochorioiditis verwendet. Der Krankheitsverlauf kann sich unterschiedlich entwickeln und reicht von nahezu keiner Beeinträchtigung des Kranken bis zur vollkommenen Blindheit durch Degeneration der Netzhaut.
Die Krankheit wird oft durch Allgemeininfektionen ausgelöst, wie zum Beispiel Toxoplasmose oder auch Tuberkulose und Spätsyphilis. Seltener sind bakteriell-metastatische Entzündungen. Bei AIDS-Patienten oder Immunsupprimierten wird eine Chorioretinitis häufig durch das Humane Cytomegalievirus verursacht.

## Toxoplasmose Retinochorioiditis
Ca. 16–35 % aller Retinochorioiditis-Fälle in Mitteleuropa werden durch den Erreger Toxoplasma gondii hervorgerufen.
Die okuläre Toxoplasmose ist die häufigste Ursache einer posterioren Uveitis. Die Toxoplasma-Retinochorioiditis kann prä- oder postnatal erworben werden. Bei pränataler Infektion durch Erstinfektion der Mutter während der Schwangerschaft, kann sich die Chorioretinitis bei Kindern auch erst nach Monaten oder Jahren ausprägen.